# 河鰭家
河鰭家（かわばたけ）は、藤原北家閑院流滋野井家支流の公家・華族である。公家としての家格は羽林家、華族としての家格は子爵家。

## 歴史

### 封建時代
平安時代末期の権大納言滋野井実国の次男・参議藤原公清を祖とする。戦国時代季富の頃に一時中絶するが、江戸時代になって持明院基久の子・基秀が入り再興される。
有職故実を家業とする。江戸時代の家禄は始め100石、後に150石。
幕末、明治維新時の実文は、内大臣三条実万の五男。三条実美は実兄に当たる。戊辰戦争では錦旗奉行を務め、江戸開城に当たっては東征大総督である有栖川宮熾仁親王とともに江戸城に入城した。

### 明治以降
明治維新後の明治2年（1869年）6月17日の行政官達で公家と大名家が統合されて華族制度が誕生すると河鰭家も公家として華族に列した。明治17年（1884年）7月7日の華族令の施行で華族が五爵制になると、同8日に大納言直任の例がない旧堂上家として実文が子爵に叙された。
明治維新後の実文は東京府権少参事、内務省権少書記官を経て、英国に留学。同じく英国留学組で旧日向高鍋藩主家の秋月種樹ととも英国議会で貴族が上院議員になるなど国家・社会上の役割に注目する。帰国後、1873年（明治6年）山内豊誠・正親町公董・平松時厚らと、議会開設に備え通款社を設立した。1874年（明治7年）6月、通款社と同様の目的で設立された団体である麝香間祗候会議が合同する形で華族会館が発足すると同会館副幹事に就任した。1884年（明治17年）7月7日に華族令が制定されると、子爵を授けられる。その後、第 1回貴族院子爵議員選挙で貴族院議員に選出された。1890年（明治23年）10月20日、錦鶏間祗候となる。
公篤は侍従、掌典を務めた。実英は、三条実美の四男。大正天皇の侍従を務めた後、戦後の1949年（昭和24年）昭和女子大学教授を経て、1969年（昭和44年）同大学学長。文学博士。日本服飾史を専門とした。公昭は、天文学者。名古屋大学理学部教授、同大名誉教授。理学博士。日本天文学会副理事長などを歴任し、野辺山宇宙電波望遠鏡計画に尽力した他、太陽フレア電離層の変動から太陽軟X線の存在を予測した。